# タイタス・クロウの事件簿
『タイタス・クロウの事件簿』（タイタス・クロウのじけんぼ、原題：英: The Compleat Crow）は、イギリスのホラー小説家ブライアン・ラムレイによる小説。
タイタス・クロウの全中短編をまとめた作品集である。幽霊、クトゥルフ神話の怪物、ローマの廃墟と、短編ごとにテーマが異なりバラエティに富む。1987年に刊行され、日本では2001年に創元推理文庫から刊行された。日本語版用に新たに書き下ろされたまえがきとして『タイタス・クロウについての覚え書き』が掲載されている。
1. 誕生
2. 妖蛆の王 ●
3. 黒の召喚者 ●○
4. 海賊の石
5. ニトクリスの鏡 ●○
6. 魔物の証明 ●○
7. 縛り首の木 ●○
8. 呪医の人形
9. ド・マリニーの掛け時計 ●○
10. 名数秘法 ●
11. 続・黒の召喚者 ●

収録順は時系列順となっている。最初に書かれたのは『黒の召喚者』、最後に書かれたのは『誕生』。●はクトゥルフ神話、○は先行の短編集『黒の召喚者』（朝松健訳）に収録。
別途長編の『タイタス・クロウ・サーガ』全6作があり、日本では2005年から2017年にかけて順次刊行され完結している。

## 主要人物
タイタスとアンリは、名探偵シャーロック・ホームズとワトソン医師の関係に形容される。
タイタス・クロウ
1916年生まれ。ロンドン郊外のブロウン館に住む、数秘術と魔術に長けたオカルティスト。「水神クタアト」「グ＝ハーン断章」「ネクロノミコン新釈」などの魔道書を所持する。
第二次世界大戦中は陸軍省に所属し、対ナチスドイツの暗号解読や霊的国防任務に従事していた。1946年初旬、妖術師カーステアズとの対決をきっかけに、本来は邪神側の武器であるはずの魔術を駆使して悪と戦うようになる。1968年10月4日、大嵐によりブロウン館が倒壊し、消息を絶つ。
初登場作品は『黒の召喚者』。本短編集では主に黒魔術師やテロリストを相手に戦っており、長編サーガでは「邪神狩人」として活躍するようになる。
アンリ‐ローラン・ド・マリニー
1923年生まれ。父はエティエンヌ‐ローラン・ド・マリニー。アメリカ出身だが、10代のころに英国に移住し、タイタスと出会い、生涯の友となった。蔵書家。
長編サーガでは大幅に出番が増える。

## 1『誕生』
たんじょう、原題：英: Inception。
タイタスの最初期エピソードを知りたいというポール・ガンレイの要求に応じて、1984年に執筆され、『ウィアードブック』に掲載された。短編集の中では、時系列では最初、執筆順では最後にあたる。
タイタスの初期エピソードは、既に『妖蛆の王』に書かれたことではあったが、アイデアが浮かんできて3日ほどで書き上げられたという。

### 1あらすじ
墓荒らしの男は、魔術師カフナスの依頼で、サハラ砂漠の<サヌシ教団>の霊廟に忍び込む。魔術師の依頼は「財宝は全てくれてやる。霊液だけをわしのもとに持ってきてほしい」。だが財宝などなく、落胆して小瓶一つだけを持ち帰って来た彼は、カフナスに文句を述べる。魔術師はこの霊液の価値を主張するも、男にはカフナスの説明はたわごととしか思えない。さらに報酬で揉め、結局は「今全額払わないなら、霊液も一部しか渡さん」と言い、一旦去る。翌朝約束通りにカフナス邸に舞い戻ってみると、カフナスは霊液を用いた実験に失敗して、皮一枚を残して液化して死んでいた。男はすぐさま逃げ出すも、教団の人外が追跡してくる。
1916年12月。夜の霧の中、逃げる男と、追いかける人影があった。逃亡者は、地球を半周した末に、故郷ロンドンで追い詰められようとしていた。彼は、30年以上前、文無しの浮浪児だった頃の隠れ家を目指して足取りを進める。五角形の部屋にたどり着き、彼は幼い頃に自分が隠れ家にしていた建物の正体をようやく知る。逃亡者はいまなお霊液を持ち続けることの意味を疑問視し、瓶の中身を石鉢の中にそそいで捨てる判断をして、空の瓶に蓋をするも、終に追いつかれて殺される。ようやく怨敵を始末した追跡者であったが、目当ての物を探すも見つからない。そのとき夜が明け始め、容器の外に出た霊液のパワーが夜明けの日光によって増幅され、不死者を浄化し滅ぼす。
午前十時。五角形の部屋で、赤ん坊の洗礼式が行われた。

### 1登場人物
- 逃亡者 - ロンドン生まれ。こそ泥から夜盗を経て。腕と悪名を上げ、国外の墓や寺院を荒らす略奪者となった。
- エリク・カフナス - チェニスのオカルティスト。
- 不死者ムーラ・ドゥンタ・サヌシ - サヌシ教団の<不死なる死の僧>。死後270年が経過した人外。
- <霊液> - 正体不明の薬品。純粋無垢な者に一滴与うれば、その者をして覚醒させんという。
- タイタス・クロウ - 1916年12月2日に生まれた子供。

## 2『妖蛆の王』
ようそのおう、原題：英: Lord of the Worms。1981年2月から3月にかけて執筆され、1983年の『ウィアードブック17号』に掲載された。
作中時1946年・タイタス29歳と、タイタスの若いころの活躍を描いたエピソードである。ラムレイが他の中短編の合間に書いたものであり、編集者の要求に応じて急いで完成させたもの。ラムレイ自身、タイタスの中短編から一編を選ぶならば本作を挙げると語っており、またラヴクラフト作品とは全く主人公像が異なることが現れており「決して恐怖に屈したり逃げ出したりすることがない」と評している。
朝松健は、初期タイタス作品よりも格段にクオリティが上がっていると評しており、よくある作品から、ラムレイ自身の創意にあふれた作品になったという旨の解説をしている。
タイタス後年の作品で登場する文献は、この戦いでの戦利品と目される。執筆されたのは本作の方が後なので、アイテムの入手秘話という位置づけである。特に文献「妖蛆の秘密」には、19世紀英訳版の存在が追加され、以後のクトゥルフ神話資料にも導入されることとなる。

### 2あらすじ
タイタスは陸軍省で暗号解読やオカルト関係の特殊な仕事に従事していたが、終戦に伴い失職する。翌1946年1月、タイタスはジュリアン・カーステアズの秘書として、彼の屋敷で膨大な蔵書の整理をする仕事を得る。
数秘学を学んだタイタスは、面接で用心して生年月日を偽る。しかし仕事を進めるにつれ、タイタスには薬物を盛られたり催眠術をかけられている可能性が浮上し、雇用主に警戒を抱くようになり、友人らの協力を得て対策を打つ。また屋敷内では、奇妙な虫を見かける。
さらに郵便受けの手紙を盗み見たことで、カーステアズがタイタスの戸籍を密かに調べていたことが判明する。役所からの調査報告には「カーステアズが遺産継承者として、タイタス・クロウという人物を探していること」が書かれ、続いて「当該年月日生まれの同姓同名の該当者なし。別年月日なら該当者1名」と報告されていた。タイタスはカーステアズに、役所を装った偽電話をかけて「（偽生年月日の）タイタス・クロウが実在する」と虚偽報告をする。
聖燭祭前夜にあたる2月1日、カーステアズは弟子たちと共に転生の儀式を始め、タイタスは催眠術にかかっているふりをしながら彼らのもとに赴く。土壇場で真相を暴露されたカーステアズは驚愕し、転生を強行しようとするも、妖蛆たちを従わせることはできず、自滅する。タイタスにとって、この戦いは、以降の人生を方向づける決定打となる。

### 2登場人物・用語
タイタス・クロウ
主人公。本作時点ではまだ若い。カーステアズの秘書として雇われる。
1916年12月2日生まれだが、生年月日を偽っている。オカルト的な意味合いでは、名前の数字は9と6、偽の生年月日の数字は999と666で、カーステアズに狙われる。真の生年月日の数字は22。
ジュリアン・カーステアズ
＜古墳館＞の主である老オカルティスト。＜現代の大魔術師＞＜妖蛆の王＞と呼ばれる人物。12人の弟子がいる。
その正体は、1602年にガリラヤ湖畔コラズィンで生まれた反キリストであり、体内に宿した虫たちの術で生きながらえている妖術師。現在は6代目の肉体だが寿命が迫っており、若いタイタスの肉体に転生を企てる。
個人としては破格の蔵書を有し、「妖蛆の秘密」「アル・アジフ」などを持っている。
テイラー・エインズワース
化学者。タイタスの学友であり、オカルト・錬金術に造詣ある異端の化学者。カーステアズがタイタスに差し入れるワインの成分を調べる。
ハリー・タウンリー
医師。タイタスの主治医。催眠療法・同毒療法・鍼治療などを信じる奇人医師。タイタスを診療し、高度な催眠術下にあると診断する。
セジウィック
大英博物館の学芸員。戦争時代から懇意のタイタスに「妖蛆の秘密」の閲覧を許可する。
「妖蛆の秘密」
大英博物館には、保存状態の悪いラテン語版と、古ドイツ語版と、一部のみ英訳版がある。カーステアズの書庫には、チャールズ・レゲットの英訳版があり、カーステアズは「サラセン人の宗教儀式」の章のみ切り取って別保存している。
原著者のルードヴィヒ・プリンは、中東の妖術に造詣が深く、妖蛆を用いた転生術についても記載している。
本文献はチャールズ・レゲットによって原本から1812年に英訳された。また僧Xという人物が「サラセン人の宗教儀式」の章のみを別途英訳している。

### 2関連項目
- サマセット・ハウス - 作中時代は、中央戸籍登録所として機能していた。アガサ・クリスティのミステリーなどにも頻出する。

## 3『黒の召喚者』・11『続・黒の召喚者』
くろのしょうかんしゃ、原題：英: The Caller of the Black。

ぞく・くろのしょうかんしゃ、原題：英: The Black Recalled。
前者は1967年8月に執筆され、1971年に発表された。タイタス・クロウが初登場した作品であり、ラムレイがプロ作家として書いた最初期の作品の1つである。オーガスト・ダーレスが手掛けた1971年刊のラムレイ処女単行本の表題作になっている。続編である後者は1983年5月に執筆され、同年に世界ファンタジー大会の会報に発表された。
東雅夫は「邪悪な魔術師とクロウの妖術合戦譚」と解説している。初期翻訳を手掛けた朝松健は、『続』での作家としての成長を高評価しており、よくある作品から、ラムレイ自身の創意にあふれた作品になったという旨の解説をしている。
タイタスは、長編『タイタス・クロウ・サーガ』の第1作ラストにて消息を絶つことになっており、『続』はその後日談となっている。CCD＝クトゥルー眷属邪神群という名称も、サーガで登場するものである。また邪神イブ＝ツトゥルについては、本体は登場しない。

### 3あらすじ
暇を持て余していたチェンバーズとシモンズという2人の金持ちは、軽い気持ちでジェームズ・D・ゲドニーの悪魔教団に加入するが、予想以上の邪悪さから脱退したいと考えるようになる。ある日、シモンズは酒の席でゲドニーの悪口を漏らしてしまい、教団の幹部に聞かれる。ゲドニーはシモンズに脅しをかけ、3日後にシモンズはチェンバーズに恐怖の電話をかけた後に、駆けつけたチェンバーズの目の前で怪死を遂げる。チェンバーズはオカルティストのタイタス・クロウに救援を要請するも、やがて死んでしまう。
タイタスは、あえてゲドニーの交友関係に飛び込み、挑発と駆け引きを仕掛ける。タイタスの住むブロウン館に乗り込んだゲドニーは<暗黒のもの>を召喚してタイタスを攻撃するが、タイタスは流水で防ぎ術者のもとに送り返し、ゲドニーを倒す。

### 11あらすじ
数年後の1968年10月、ブロウン館が大嵐で倒壊し、タイタスとド・マリニーは行方不明となる。翌日、ゲドニーの残党の一人であるアーノルドはタイタスの友人と偽り、瓦礫の山を捜索する警察を手伝うふりをして、タイタスの書物を盗み去る。アーノルドはそれらの記録を調べ、教主のゲドニーを返り討ちにして殺したイブ-ツトゥルの魔術についての知識を得る。
8年後の1976年、アーノルドは同じ教団にいたギフォードとブロウン館の跡地で落ち合い、タイタスが死んだと判断して一安心する。その後、2人は相手を殺して組織を吸収合併しようと果し合いに持ち込む。アーノルドは、盗んだ知識を駆使し、黒の召喚術でギフォードに攻撃を加える。だが、ギフォードもまた黒の召喚術を極めており、肉体を<暗黒のもの>そのものへと変化させてアーノルドの術を無効化し、アーノルドを殺す。ギフォードが勝利の余韻にひたるもつかの間、跡地に残っていたタイタスの結界が作用し、ギフォードは打ち滅ぼされる。

### 3・11登場人物・用語
- タイタス・クロウ - 主人公のオカルティスト。『続』には登場しない。
- アーカムの知人 - ウィルマース教授の教え子。タイタスに、<暗黒のもの>にまつわる情報を提供する。
- カボット・チェンバーズ - 有閑紳士。友人の怪死に恐怖し、タイタスに助けを求めた後、命を落とす。
- シモンズ - 有閑紳士。酒に酔ってゲドニーを侮辱し、呪殺される。
- ジェームズ・D・ゲドニー - CCD教団の教主・オカルティスト。邪神イブ-ツトゥルの血液を召喚して、人を殺す。
- ジェフリー・アーノルド - 『続』に登場。タイタスの蔵書を盗む。ゲドニーの教団を引き継ぎ、地下に潜伏していた。
- ベンジャミン・ギフォード - 『続』に登場。アメリカに渡って自分の教団を作った。
- <黒きもの>/<暗黒のもの> - 邪神イブ-ツトゥルの血液と言われる物質。異界から召喚し、敵の体に雪のように降らせて、溺れさせ窒息させる。或る古代文字のカードを標的に付与すると、マーキング追跡して出現する。
- ジャスティン・ジェフリー - 『黒の召喚者』の冒頭に詩が引用されている。

## 4『海賊の石』
かいぞくのいし、原題：英: The Viking's Stone。1970年8月に書かれた。タイタス・クロウが関与する幽霊譚。

### 4あらすじ
タイタスは、アンリから借りた稀覯書「英國海洋傳」の記述をもとに、海賊の墓の実地調査を行う。アラートンの森での調査に際して、タイタスは「海賊の石」に災厄が宿っていることを知る。タイタスはふと、考古学者ソールソンに石の存在を漏らす。
興味を抱いたソールソンは、アンリから本を借りて海賊の石について調べ、本に「スカルダボルグ」と記された地、すなわち現在のスカーボロへと赴く。ソールソンから手紙で「<血まみれ斧>ラグナールの石を見つけた」と報告を受け取ったタイタスは、事態の深刻に受け止め、ソールソンを説得するために、アンリを呼び出して共にスカーボロへと向かう。道中の列車内で、説明を聞いたアンリは状況を理解する。
ホテルでソールソンを見つけ、2人は「呪われるぞ」と説得を試みる。ソールソンは発掘してから奇妙な夢に苛まれており、渋々ながら説得に耳を貸す。石は既に郵送されて明日の朝にソールソンの自宅に到着するよていになっているため、3人は夜の列車で先回りしてロンドンへと戻ることにする。3人は仮眠していたが、悪夢を見て目を覚ます。窓の外では、列車と並行して幽霊船が疾走しており、斧を掴んだ骸骨がソールソンに殺意を漲らせていた。海賊の投擲した斧がソールソンの胸を貫き、幻影は消えて何事もなかったかのように列車は元の運行へと戻る。
ソールソンに外傷はなく、検視の結果は心臓発作と結論付けられた。またソールソンが石を輸送させていた業者のトラックは、交通事故を起こして大破炎上し、3人全員が死亡した。積んでいた荷物については報道では何も言われておらず、タイタスはいつか再びアラートンの森を訪れて海賊が墓を奪還したのかを確かめてみるつもりと述べる。

### 4登場人物・用語
- タイタス・クロウ - オカルティスト。ウォームズリー博士の書物「記号暗号および古代碑文の注釈に関する注解」を参考にして、海賊の石に刻まれた古代文字を解読した。
- アンリ‐ローラン・ド・マリニー - 語り手。怪奇作家。「英國海洋傳」をソールソンに貸す。
- ベンジャミン・ソールソン - 考古学者。海賊と古代ノルウェーについて、異端児ながら有数の碩学と評される。古物コレクターであり、タイタス曰く「悪名高きブラウン‐ファーレイの同類」。
- ラグナール - <血まみれ斧>の悪名を馳せたヴァイキング。アラーストンの森に埋葬された。
- ヒルドゥルスレイフ - 魔女。ラグナールの母。ラグナールの戦に助力していた。
- エイステイン王 - ノルウェー王。ラグナールを打ち倒した。
- 「英國海洋傳」 - ジョン・ロフトソンの著作。原本はラテン語で書かれ、英訳された。古代ノルウェー王たちの英雄譚とイギリス海賊の冒険談を記している。アンリの1冊以外に現存するかもわからない稀覯書。
- 「海賊の石」 - 高さ8フィート、重量3.5トンの大石。魔女が我が子の墓を守るために置いた。ルーン文字が刻まれており、墓を侵す者に呪いがふりかかることを警告している。

## 5『ニトクリスの鏡』
ニトクリスのかがみ、原題：英: The Mirror of Nitocris。
1968年6月に執筆された。タイタスが登場せず、アンリが主人公・語り手となっている。
ニトクリスは、古代からの記録にはあるものの、実在が疑問視されている人物である。ラヴクラフトは彼女を題材にして『ファラオとともに幽閉されて』を創作しており、その影響を受けてロバート・ブロックは『暗黒のファラオの神殿』を書いており、続くラムレイの本作は先2作品のパスティーシュである。『ファラオとともに幽閉されて』時点ではクトゥルフ神話ではなかったが、ラムレイの本作によってニトクリスはクトゥルフ神話の人物になった。
東雅夫は「古代エジプトの魔女王ニトクリスにまつわる呪物ホラー」と解説している。

### 5あらすじ
エジプトの女王ニトクリスは、呪いの鏡を用いて政敵を処刑していたという。やがて鏡は副葬に供される。
カイロの市場で、アブーという男が、あまりにも高価な品物を扱っていたうえ入手元を公開するのを頑として拒んだために、怪しまれて逮捕される。彼は留置所内で、官憲に「ニトクリスの呪いが降りかかる」とわめきちらす。探検家ブラウン-ファーレイはニトクリスと呪物について調べ上げ、さらにアブーを探し当てて薬物や現金を握らせて墓所を暴露させることに成功する。旅は難航するも、ついに探検家は墓所にたどり着き、アブーが盗掘し損ねた鏡を持ち帰る。帰宅後、彼は悪夢にうなされるようになり、錯乱した思考で、夜に鏡を布で覆わなければならないなど迷信と断じ、布を剥がして深夜0時を迎えようとする。そして突然失踪する。
ブラウン-ファーレイが所持していた「ニトクリスの鏡」と彼の日記が、競売にかけられ、アンリ-ローラン・ド・マリニーが落札する。アンリは日記を読み進め、鏡の危険性を察し始める。ふと気が付けば、深夜0時を迎えつつあり、鏡に目をやると、怪物が映っており、しかも鏡面からせり出しつつあった。怪物は、不定形の胴体に、2人の人物が混在したような顔を備えており、半々の顔は、ニトクリスの肖像画と、新聞に載っていたコレクターの顔写真にそっくりであった。
目撃したアンリは、咄嗟に抽斗から破魔の拳銃を取り出し、鏡を破壊する。破片はテムズ川に投棄し、青銅製の枠縁は高熱で溶かして埋める。恐怖を鎮めるために、睡眠薬を飲んで無理やり眠りにつく。

### 5登場人物・用語
- エティエンヌ-ローラン・ド・マリニー - アメリカニューオリンズの高名なオカルティスト。アンリの亡父。
- アンリ-ローラン・ド・マリニー - 主人公。アメリカで生まれ、10代のころに英国に移住してきた。呪物コレクター。
- ネフレン-カ - エジプト史から記録を消された、暗黒のファラオ。ニトクリス以前の、鏡の所有者。
- ニトクリス - エジプト第6王朝の女性ファラオ。ネクロノミコンやジャスティン・ジョフリの詩に言及がある。
- アブー・ベン・レイス - アラブの古物商。エジプト人ですらなく、盗賊であった。墓所で、鏡以外の全てを盗み去っていた。
- バニスター・ブラウン-ファーレイ - 探検家・考古学者・古美術コレクター。海外の古物を盗んでイギリスに持ち込んでおり、悪名高い。鏡を所有していたが、日記を残して失踪する。
- カント男爵 - 魔女狩り貴族。「銀の拳銃と弾丸」が、競売に出されており、アンリが（本物か疑わしいと思いつつ）落札している。
- ジャスティン・ジェフリー - 詩人。エジプトの女王と鏡についての詩を詠んだ。
- 「ニトクリスの鏡」 - 深夜0時になると、鏡からショゴスが出てくる。ニトクリスは、鏡を置いた牢獄に政敵を投獄することで、処刑に用いた。

### 5関連作品
- ファラオとともに幽閉されて - ラヴクラフトの作品。ニトクリスが登場する。
- 暗黒のファラオの神殿 - ロバート・ブロックの神話作品。ネフレン-カが登場する。

## 6『魔物の証明』
まもののしょうめい、原題：英: An Item of Supporting Evidence。
1968年2月に書かれ、オーガスト・ダーレス主催の『アーカム・コレクター』7号(1970年夏号)に掲載された 。ダーレスから薄手の小冊子への掲載用に掌編を書いてほしいという要望を受けて執筆された。

### 6あらすじ
ロリウス・ウルビクスが著した「国境の要塞」には、ローマと神話生物の戦いが記されている。蛮族が地獄から召喚した魔物イェグ‐ハは、ローマ軍を蹂躙するも、恐怖に錯乱した一兵士の剣によって討ち倒される。その後ウルビクスは、手練れ数名を連れて原野の只中に出て行ったが、その目的は定かではない。
20世紀となり、とある遺跡から、480体にわたるローマ兵士の惨殺死体が発掘され、話題となる。またタイタス・クロウは、ウルビクスの著作に材をとったクトゥルー神話歴史小説「イェグ‐ハの王国」を発表する。
怪奇画家チャンドラー・デイヴィーズは、クロウの作品に不満がある。優れた娯楽小説と高評価しつつも、魔物がさも実在したかのように書かれているのは、歴史をかじった者ならばまるでデタラメとすぐにわかってしまい、失敗作品であるという。デイヴィーズは、ローマ軍が蛮族に負けた事実を、歪曲して怪物に壊滅させられたと書いただけだろうとみなす。歴史小説と謳っているから、愚かな読者達は魔物が実在したと信じてしまうではないか。
クロウのブロウン館を訪問したデイヴィーズ画伯は、クロウと討論を交わす。クロウはウルビクスの著書を読み上げ、さらに大英博物館に所蔵されている有翼無顔の怪物像について説明する。食い下がるデイヴィーズに、クロウはある物品を取り出して見せる。
ウルビクスがイェグ‐ハの死体を埋めた場所を訪れたクロウは、怪物の残骸を発掘して持ち帰っていた。イェグ‐ハの「眼窩のない髑髏」は文鎮にされ、「一対の翼の骨」はハンガーとして使われている。クロウはデイヴィーズに口外無用を約束させ、次の著書の挿絵を担当することも引き受けてもらう。

### 6登場人物・用語
- タイタス・クロウ - ブロウン館の主。クトゥルー神話作家。
- チャンドラー・デイヴィーズ - 怪奇画家。クトゥルー神話作品を時代遅れと評する。ホラー通でこだわりが強い。
- イェグ‐ハ - 無貌でずんぐりした体に翼をもつ怪物。残忍で凶暴。大英博物館には、身長10フィート（3メートル）の彫像が収蔵されている。
- 「イェグ‐ハの王国」 - クロウが執筆したクトゥルー神話歴史小説。
- 「国境の要塞」 - あまり世に知られていない、ロリウス・ウルビクスの著作。原典は西暦138年に書かれ、クロウは翻訳本を持っている。

### 6関連項目
- ナイトゴーント
- ハドリアヌスの長城 - 作中で言及される。

## 7『縛り首の木』
しばりくびのき、原題：英: Billy's Oak。
1968年3月に書かれた。執筆の経緯は『魔物の証明』と同じである。1号早い『アーカム・コレクター』6号(1970年冬号)に掲載されたので、これがタイタスの初出版作品である。
クトゥルフ神話ではあるが、お話としては幽霊譚であり、ブロウン館にまつわる話。先行作品『深海の罠』に登場していた「水神クタアト」の掘り下げがある。「水神クタアト」がきっかけだが、本題の幽霊譚とは関係がない。

### 7あらすじ
1675年、ビリーという男が、魔術を用いたと恐れられ、縛り首にされる。その土地には、1800年代後半にブロウン館が建てられる。館では奇妙な音が聞こえ、音の原因をつきとめようとした所有者は発狂し、次の所有者も音を嫌い、最終的にはタイタス・クロウが館を購入する。
ノンフィクション作家のドーソンは、ビリーを取り上げた怪奇実話集を著し、また取材調査中に異端の書物「水神クタアト」のことを知り実物を見たいと考えるようになる。探求の末に、タイタス・クロウという人物が個人蔵していると知り、連絡をとりつける。ドーソンは、クロウの隠棲するブロウン館を訪問し「人革装丁の汗をかく本」を見せてもらう。
神秘を信じていないドーソンは、クロウも神秘を信じていないのだと思っていた。だがクロウは神秘はあると言う。疑うドーソンにクロウは、幽霊をただちに見せることはできないが、幽霊の実在を示す手がかりを示すことならできると続ける。
梁がきしむような音が聞こえ、クロウは「縛り首の樫の木」がビリーの体重できしむ音だと説明する。ドーソンは、単に風で木の枝がきしむ音だろうと、カーテンを開けて窓の外を確認する。窓の外には何もなく、音だけが鳴っている。縛り首の立ち木は、70年前に館を建てた時に、とっくに切り倒されて失くなっている。

### 7登場人物・用語
- ジェラルド・ドーソン - 語り手。ノンフィクション作家。オカルトを全く信じていないが、著書を売るために、あたかも神秘が実在するかのように書いている。「水神クタアト」を見たいと考え、ブロウン館のクロウを訪問する。
- タイタス・クロウ - ブロウン館の主。「水神クタアト」や、奇妙な大時計を所有する。
- 大英博物館の学芸員 - 「水神クタアト」の閲覧を求めるドーソンの要求を断り、代わりにクロウを紹介する。
- ウィリアム・フォヴァーグ（ビリー） - 280年前に死んだ黒魔術師。裁判に連行される途上で、農民たちに襲撃され、リンチの果てに縛り首にされた。
- 「水神クタアト」 - 大英博物館収蔵、クロウの個人蔵、ほか1冊の、最低3冊が現存する。クロウの1冊は、400年以上前に製本された人革装丁もの。実用的な妖術書。
- 「ネクロノミコン」 - 小説家がでっちあげたフィクションアイテム。だがクロウ曰く、実在する。

## 8『呪医の人形』
じゅいのにんぎょう、原題：英: Darghud's Doll。
1970年4月に書かれた。題材は共感魔術（遠隔地に現象を同時生起させる術）。

### 8あらすじ
新著を執筆中のジェラルド・ドーソンは、複写魔術（共感魔術）についての箇所で何をどう書こうか悩みこみ、タイタスに相談する。タイタスは、実例をいくつか詳しく知っており実証もできると言いつつ、それらの事象のほとんどは単なる偶然と説明する。だがドーソンとしては、その実例の方を詳しく聞きたくてならない。タイタスは、9年前に起こった出来事を語る。
イギリス人医師モーリスの趣味は、昆虫収集である。彼の手法は、昔ながらの台紙に虫を固定するやり方ではなく、樹脂を用いて虫を固めて標本を作るという方法であった。また弟のデイヴィッド医師は、アフリカの途上国で15年にわたり医療に従事し、人々を救い貢献していた。だが過労がかさみ、兄医師が弟のもとにやって来る。兄が弟に無理やり休息をとらせた矢先、弟は流行りの熱病に感染して寝込んでしまう。
兄弟の治療を受けて恢復した患者の多くは、未開のムブルス族の者たちである。彼らの部族の医術は半ば呪術であり、この熱病は呪医ダルフトの手にはまるで負えず、治療に効果を上げるのはもっぱら白人の医療であった。そんな状況において、酋長ノトカが熱病に倒れ、ノトカの息子とダルフトがモーリス医師のもとに懇願にやって来る。ダルフトにとっては、自分の治療はまるで効果がないにもかかわらず、ライバルに頭を下げねばならず、プライドはズタズタであった。
ノトカの依頼を、モーリス医師は拒絶する。ダルフトはキレた。だが鬱屈があふれ出、これを機に目障りな白人医師たちを追い払ってやろうと悪意に駆られる。そしてダルフトは、「大きな一匹の甲虫」をモーリス医師に突き出して逃走する。白人医師にはまるで意味がわからなかったが、現地人看護士は甲虫が悪しき呪物であることを説明し、捨て去ってしまうように助言する。だがモーリス医師は一笑に付し、それどころか珍虫を入手したことを喜び、嬉々として樹脂で固めてコレクションに加えようとする。
少し間を置いて、医師が樹脂を見てみたところ甲虫が消えていた。生きていて逃げたのかと思った矢先、医師は頭痛を覚える。3日後、弟医師が恢復したことで、兄医師はイギリスに帰国する。だが頭痛は収まらず、どんな処方も効果がない。
一方の弟デイヴィッド医師は、兄の頭痛を気にしていた。聞こえてくる太鼓の音が、呪いを増幅させる儀式であると知ったデイヴィッド医師は、確保した薬を携えてムブルス族のもとに赴き、ノトカ酋長に薬を与えて恢復させた後に、呪いの儀式を行っていたダルフトを探し出してやめさせる。その儀式は、人形を用いた呪術であり、「赤い頭頂部と青い眼」のモーリス医師を模した人形の中に、甲虫を埋め込んで、人形のこめかみ部を絞め続けていた。デイヴィッド医師は人形を回収して、イギリスの兄のもとへと郵送する。兄モーリス医師は、奇怪な人形と共に同封されてきた弟からの手紙を読むも、呪いなど信じなかった。
タイタスから話を聞いたドーソンにしても、頭痛になったのも頭痛が止んだのも、ただの偶然としか思えない。そこまではいいとして、タイタスは話を続ける。
だがモーリス医師の妻ミュリエルは、モーリス医師やドーソンとは違った。体調を崩した夫を気遣い、呪いを心配した。さらに件の人形はとても脆く壊れやすそうで、とても一生分の時間もつようには思えない。この人形が経年で風化していくとしたら、連動して夫の身にも同じことが起こるのではないかと、思ってしまう。そして夫人は、人形が壊れないようにと、樹脂で固めるという処置を施す。一時間後、夫人が夫の書斎を訪れると、モーリス医師は悶死していた。呪医の人形に夫人の処置が逆効果で作用したのか、はたまた偶然か、真相はわからない。死亡診断書には、アフリカで虫から病を移されたのだろうと書かれたのみである。夫人は己を責め、一年半ほど気の狂わんばかりとなる。
また夫の死の数日後、夫人は人形を暖炉にくべて燃やしてしまった。またその日の夜、たまたま遺言状が読み上げられたが、その内容は「もし自分が死ぬようなことがあったならば、遺体はきっと火葬に付してほしい」というものであった。合成樹脂に固められてちょうど棺に納められたかのような泥人形は、火葬された。話を聞き終えたドーソンは、是非ともこのエピソードを自分の著書に収録したいと述べる。

### 8登場人物・用語
- ジェラルド・ドーソン - ノンフィクション作家。『縛り首の木』にも登場した人物。
- タイタス・クロウ - ブロウン館の主。オカルティスト。
- モーリス・ジェイミスン医師 - 兄。イギリスの田舎の開業医。赤い髪と青い瞳をしている。趣味は昆虫収集。
- デイヴィッド・ジェイミスン医師 - 弟。アフリカで15年にわたり医療に貢献している。長らく現地にいたため、兄よりも事情に詳しい。
- ヌウボ - 現地の黒人。看護士兼通訳。
- ダルフト - ムブルス族のムゼンガ（呪医）。部族専門の治療を行う。医術のほか、暗黒魔術に秀でると噂される。逆上し、モーリス医師に呪いをかける。
- ノトカ - ムブルス族の酋長。部族に白人の医療を導入したいと考えていた矢先、熱病に倒れる。
- ミュリエル - モーリスの妻。迷信を気にしやすく、用心深く、心配性。
- 「呪医の人形」 - 頭頂部が赤く塗られ、両目には青いガラス球をはめ込んだ人形。

## 9『ド・マリニーの掛け時計』
ド・マリニーのかけどけい、原題：英: De Marigny's Clock。1969年5月から6月にかけて執筆され、1971年に発表された。先行短編集『黒の召喚者』でも『デ・マリニイの掛け時計』の邦題で収録されている。
東雅夫は「ラムレイの神話作品のメイン・キャラクターであるタイタス・クロウ物語の一編。『銀の鍵の門を越えて』に登場したド・マリニー所有の時計にまつわる後日譚」と解説している。このアイテムは長編のタイタス・クロウサーガで真価を発揮することになる。
ラムレイ自身は、邦訳版用に提供した序文にて、ラヴクラフトの『怪老人』を名編と評し、さらに本作品との類似を挙げた上で、執筆当時は全く気付いていなかったが無意識に影響された可能性を言及している。

### 9あらすじ
タイタスの住むブロウン館に、2人組の強盗が押し入る。強盗は隠し財産があるに違いないと信じ込み、タイタスを脅して邸内の捜索を始める。本棚が荒らされるのを、タイタスが怒りを堪えて耐えていたそのとき、賊は大時計に目をつける。その時計は、タイタスが入手してから10年間謎を解き明かせないでいるという、曰く付きの代物であった。
盗賊ジョーは中に財宝が隠されていると思い、タイタスに開けるよう命令するが、タイタスは無理と回答する。業を煮やしたジョーは無理やりこじ開けようとし、さらには類稀な金庫破りの才能が発揮され、タイタスが開けられなかった時計の蓋が開いてしまう。ジョーは時計に突っ込んだ手を呑まれかけて悲鳴を上げ、相棒ペイスティーは救出を図るも、クロウは危険性を察知して退く。ジョーの呑み込まれた部分は溶解しており、ペイスティーもまた呑み込まれた後に、大時計の蓋が閉じる。
図らずともタイタスは、大時計が航時空機<タイムスペースマシン>だったという説が裏付けられたことを知る。

### 9登場人物
- タイタス・クロウ - ブロウン館に住む神秘家。人皮装丁の汗をかく本「水神クタアト」などを所有する。
- 盗賊ジョー - 顔に傷のある悪漢。銃を持つ。金庫破りの達人。
- 盗賊ペイスティー - 青白い顔の男。ナイフを持つ。自覚のない霊能者で、理由わからないままブロウン館の雰囲気に何かを気取る。
- エティエンヌ-ローラン・ド・マリニー - 過去の人物。掛け時計の前所有者。時計の蓋を開けることができたらしい。
- ウォード・フィリップス - 過去の人物。彼とド・マリニーは、大時計をタイムマシンであると書き残している。
- スワミ・チャンドラプトラ - 過去の人物。1932年10月に、時計の中に入り姿を消す。
- ゴードン・ウォームズリー - ヨークシャーのグール大学教授（作中時時点）。故人2人と同様に、大時計をタイムマシンであると書き残している。

### 9関連作品・項目
- タイタス・クロウ・サーガ - 長編サーガ。短編に登場した掛け時計が重要アイテムとなる。
- 斬魔大聖デモンベイン - ノベライズ版のオリジナル短編があり、後にアイテムがゲーム版にも輸入される。
- ランドルフ・カーター - ド・マリニーの掛け時計にまつわる重要人物。

## 10『名数秘法』
めいすうひほう、原題：英: Name and Number。
1981年1月に書かれ、イタリアのファンジン（セミプロジン）『カダス』に掲載された。
テーマは数秘学と反キリスト。米ソ冷戦の時代に書かれた話であり、ラムレイは執筆前年まで職業軍人としてイギリス軍に奉職し、核戦争の緊張感を目の当たりにしていた。またラムレイはアザトースを核の力とみなしてクトゥルフ神話に位置付けている。

### 10あらすじ
碩学セルレッド・グストーは、スルスエイ山の噴火跡地から、古代ティームフドラ大陸の魔術師テフ・アツトの魔道書を入手する。グストーは、タイタス・クロウに翻訳を依頼し、タイタスは対価として複製を作る許可を得る。かくして、タイタスは古代の魔術の知識を己のものとする。
武器商人シュトルム・マグルゼル・Vは、英国政府に新防衛システムを売り込んでいた。だが彼の真の目的はテロである。タイタスは、MODがマグルゼルに原子爆弾を発注していたことを突き止め、英国がマグルゼルの陰謀に騙されていることを知る。マグルゼルは、手始めに世界の複数個所に原爆を落とし、続いて新兵器で報復戦の連鎖を起こさせることで、最終的には人類を絶滅させることを目論んでいた。
タイタスは、マグルゼルを葬り去らねばならないと決意する。お互いの数と名前を把握した2人の戦いは、数秘術を駆使した知略戦となる。タイタスを強敵と勘付いたマグルゼルは、工場敷地内の私設飛行場から国外へ脱出しようと試みるが、タイタスは追いつき、敵の数を宣言して生殺与奪を握る。続いてタイタスは情報を政府に流し、原爆を撤去させる。マグルゼルは世間的には謎の急死を遂げ、原爆の件も隠蔽される。マグルゼルの遺灰は風に撒かれる予定である。
アンリ‐ローラン・ド・マリニーは、1964年3月6日の深夜に、タイタスの自宅に呼び出される。タイタスはアンリに、自分とマグルゼルが戦っていたことを説明する。アンリは、マグルゼルが既に死んでいたことに拍子抜けしたものの、説明を聞くうちにマグルゼルの仕掛けを理解し、戦慄に震える。だが、タイタスの読みはさらに上回っており、マグルゼルに完全勝利する。

### 10登場人物
タイタス・クロウ / Titus Crow
魔術師・数秘家。戦時中はMODに所属していた。
アンリ‐ローラン・ド・マリニー
語り手。タイタスとは30年来の友人。
シュトルム・マグルゼル・V / Sturm Magruser V
7ヶ国に10の工場を持つ兵器商にして、テロリスト。ペルシャ人とドイツ人の混血であり、アルビノ体質。1921年4月1日に生まれ、1964年3月4日に死去した。
数秘術に長け、名前と数には何重もの仕込みがあり、知略で完勝しなければ倒しきれない化物。
大英博物館の学芸員
タイタスの協力者。
セルレッド・グストー / Thelred Gustau
アイスランド人。スルスエイ山の噴火現象を調査していた。
名前はAugust Derlethのアナグラム。
テフ・アツト
古代ティームフドラ大陸の魔術師。